# Demoulieren
Demoulieren ist eine französische Küchenvokabel (démouler ‚aus der Form nehmen‘) und wird im Deutschen auch als stürzen bezeichnet. Es bedeutet, ein fest gegartes oder geliertes Gericht aus einer Form oder einem Behältnis stürzen, indem es auf den Kopf gestellt wird. Der Ausdruck wird heute nur noch in Fachkreisen verwendet. 
Bei der Herstellung von französischer Kräuter-Kalbsleberwurst bezeichnet der Begriff Demoulieren das Unterheben der Kalbsleber in dem Leberwurstbrät. Vermutlich soll damit die signifikante Geschmacksveränderung des Bräts verdeutlicht werden.